# Хетерозигот
Хетерозигот или хетерозиготност је присуство различитих генских алела (А1А2 или Аа) на истом генском локусу на пару хомологих хромозома. 